# Hieronim Kwiatkowski (duchowny)
Hieronim Kwiatkowski (ur. 1913, zm. 2010 w Rzymie) – polski duchowny rzymskokatolicki, proboszcz parafii św. Antoniego we Lwowie w latach 1946-1949.

## Życiorys
Święcenia kapłańskie otrzymał w 1938 r. we Lwowie. W latach 1938–1945 posługiwał jako wikariusz i katecheta w parafii w Żydaczowie. Następnie został przeniesiony do parafii św. Antoniego we Lwowie, najpierw jako wikariusz, a następnie od 1946 r. jako proboszcz. Dzięki jego zabiegom kościół ten nie został zamknięty i jako jeden z czterech we Lwowie po zakończeniu II wojny światowej pozostawał czynny.
Był bardzo aktywny na wielu niwach. Nie tylko umiejętnie zarządzał parafią, lecz także katechizował dzieci i młodzież, zwłaszcza spośród wychowanków lwowskiej szkoły średniej nr 24 z polskim językiem nauczania, znajdującej się na terenie parafii św. Antoniego. W 1949 r. w gadzinowym polskojęzycznym Czerwonym Sztandarze ukazał się artykuł-paszkwil pod tytułem „Kwiatkowski i jego prawdziwe oblicze”. Duchowny został w nim przedstawiony jako: 

nocny ptak drapieżny, bojący się światła dziennego, pod osłoną nocy, prowadzący swą krecią, nienawistną pracę.

Po publikacji tekstu został 16 grudnia 1949 r. aresztowany pod zarzutem prowadzenia działalności wrogiej wobec państwa. 

### Represje
W procesie karnym skazano go na dziesięć lat łagru, pozbawienie praw publicznych, grzywnę na pokrycie kosztów sądowych, a także nakaz opuszczenie Związku Radzieckiego po odbyciu kary. Na fali odwilży po śmierci Józefa Stalina, po upływie połowy zasądzonego wyroku został zwolniony z łagru w Krasnojarsku.

### Powrót do Lwowa
Do Lwowa powrócił w 1955 r., po odbyciu pięciu lat kary. Próbował wówczas ponownie objąć funkcję proboszcza w kościele św. Antoniego, jednak bez powodzenia. Od razu włączył się również w starania miejscowych Polaków o odzyskanie zamkniętych po wojnie kościołów rzymskokatolickich. Chodziło wówczas o kościół św. Marcina, położony przy ul. Dekabrystów oraz jedną z największych i zarazem najmłodszych świątyń we Lwowie – dawny kościół Matki Boskiej Ostrobramskiej. Działania te nie przyniosły jednak oczekiwanego skutku, gdyż jak stwierdził Pełnomocnik Rady ds. Kultów Religijnych w obwodzie lwowskim, oba budynki zostały porzucone przez Polaków w 1946 r., a dziesięć lat później posiadały już nowych gospodarzy i inne przeznaczenie.
W kontekście powyższych wydarzeń, Kwiatkowski został uznany za głównego prowodyra i organizatora obu akcji, mających na celu otwarcie nowych kościołów we Lwowie. Zaznaczono przy tym, iż były to pierwsze tego typu prośby od wielu lat. W związku z tym należało przykładnie ukarać sprawcę, aby do podobnych zdarzeń nie dochodziło w przyszłości. Nie tylko odmówiono mu wówczas rejestracji w charakterze osoby sprawującej kult religijny, lecz określono także jako osobę niepożądaną w Związku Radzieckim. Kwiatkowski został więc zmuszony do wyjazdu do Polski. Przebywał tam jednak przez krótki czas, po czym wyemigrował do Rzymu, gdzie zmarł w 2010 w wieku 97 lat. W latach 90. XX wieku utrzymywał kontakty ze środowiskiem lwowskich Polaków. Opublikował wówczas na łamach polskojęzycznej „Gazety Lwowskiej” wspomnienie z wyjazdu arcybiskupa Eugeniusza Baziaka ze Lwowa w 1946 r.